# Forsthoheit

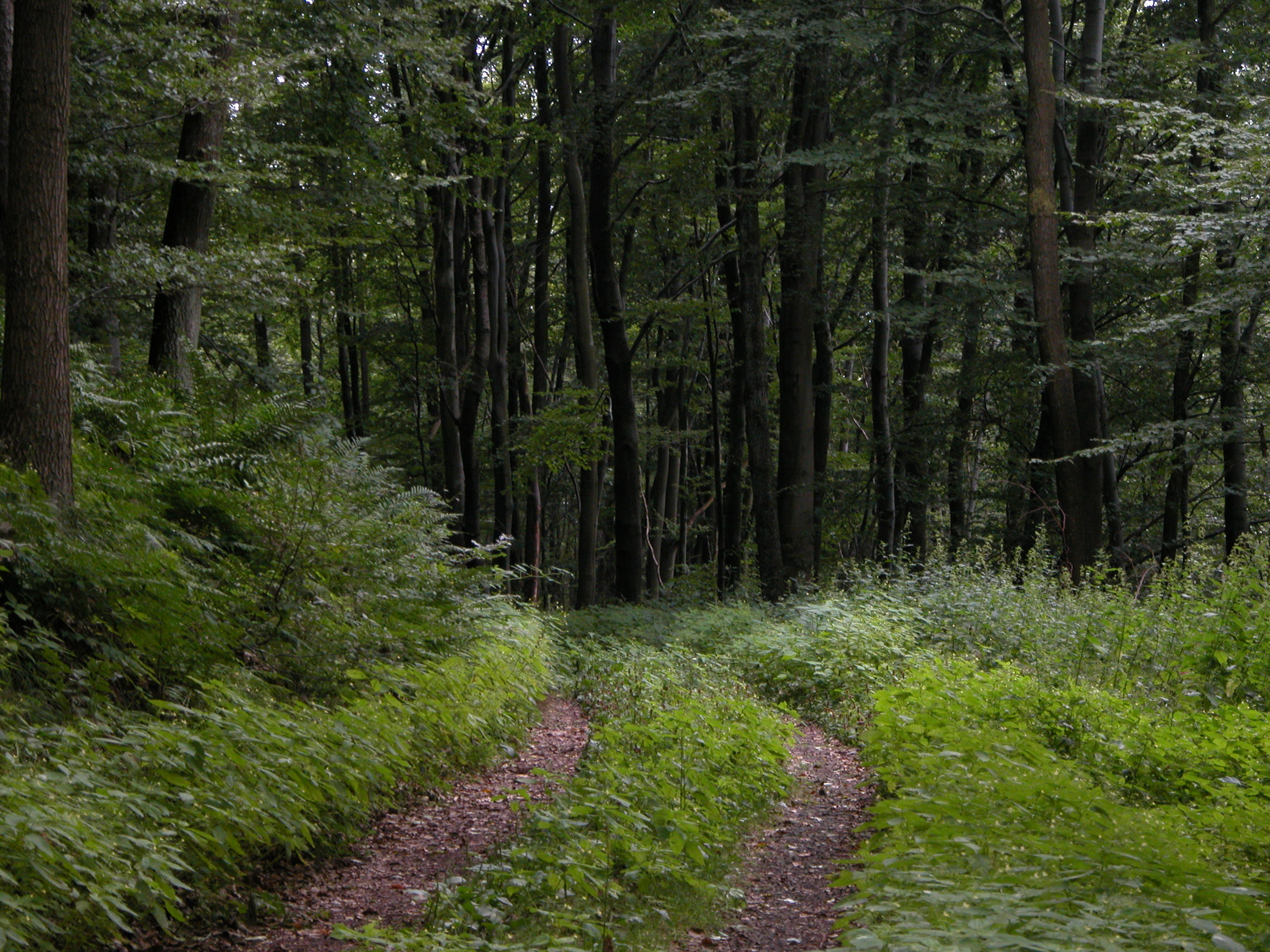
Wald bei St. Ingbert

Der Begriff Forsthoheit bezeichnet die Hoheitsrechte der obersten Staatsgewalt bezüglich des Waldeigentums.

## Geschichte
Die Forsthoheit als Herrschaftsinstrument geht in ihren Ursprüngen auf die königlichen Forste im frühen Mittelalter zurück. Diese forestes bezeichneten im Fränkischen Reich und später im Heiligen Römischen Reich einen dem König gehörenden Nutzungsbezirk, die seit dem 8. Jahrhundert auch in den Besitz des Adels und der Kirche gelangten. Anfänglich bezogen sich die Hoheitsrechte neben der ausschließlichen Benutzung der Staatsforste auf die Verhinderung der Gebietserweiterungen sowie die Verwüstung der Staatsforste durch die Erlassung entsprechender Gesetze (Forststrafrecht). Ab dem Ende des 14. Jahrhunderts und Anfang des 15. Jahrhunderts entstanden die ersten Vorschriften zu einer geordneteren Forstwirtschaft. Nach dem Westfälischen Frieden, in dem die deutschen Fürsten und Herren ihre Landeshoheit festigten und das Forstregal an sich zogen, entstanden die ersten umfassenden und weitreichenden Forstordnungen.